# Калеа (Торино)
Калеа је насеље у Италији у округу Торино, региону Пијемонт.
Према процени из 2011. у насељу је живело 411 становника. Насеље се налази на надморској висини од 269 м.